# Simulium sechani
Simulium sechani är en tvåvingeart som beskrevs av Craig och Fossati 1995. Simulium sechani ingår i släktet Simulium och familjen knott. Inga underarter finns listade i Catalogue of Life.